# Le Lapin bûcheron
Pour plus de détails, voir Fiche technique et Distribution.
Le Lapin bûcheron (Lumber-Jack Rabbit) est un cartoon Looney Tunes en trois dimensions réalisé par Chuck Jones en 1953, mettant en scène Bugs Bunny confronté à un bûcheron géant et à son chien.

## Synopsis
Le narrateur parle de l'existence de la légende de Paul Bunyan le bûcheron géant, et propose  au spectateur de demander à un « certain lapin » (Bugs Bunny) à quoi s'en tenir. 
On voit alors Bugs vagabonder dans une forêt gigantesque sans se rendre compte qu'il est dans le pays du géant Paul Bunyan. Il s'arrête dans un potager gargantuesque où il mange avidement des carottes géantes. Le bûcheron géant de l'histoire confie à son chien la garde du potager. Ce premier arrache la carotte où Bugs extrayait le précieux minerai. Le lapin se réfugie dans l'oreille après qu'il a esquivé un coup du chien. Ce dernier poursuit Bugs jusque dans un trou de ver et propulse Bugs dans une corne de brume. Le chien souffle dedans et attire l'attention d'un élan mâle. Le canidé frustré essaye de manger Bugs lorsqu'il est propulsé dans une pomme, mais le lapin lui gratte la peau et s'enfuit. Lorsque le chien devenu affectueux le rejoint, Bugs l'évince en lui montrant un arbre géant, où le chien va satisfaire un besoin pressant d'uriner.

## Fiche technique
- réalisation : Chuck Jones (comme Charles M. Jones)
- producteur : Edward Selzer
- production : Leon Schlesinger Studios
- distribution : Warner Bros. Pictures  (1953) (cinéma) (États-Unis)
- son : mono
- format : 35 mm,  couleur (Technicolor), aspect ratio 1.37 : 1
- procédé de relief : Burton 3-D (dual-strip 3-D)
- scénario : Michael Maltese (non crédité)
- musique originale : Carl W. Stalling (non crédité)
- montage et éditeur des effets de son : Treg Brown (non crédité)
- durée : 7 min
- langue : anglais
- pays : États-Unis
- sortie : 25 septembre 1953
  - Warner Bros. (1954) (États-Unis) (cinéma)
  - Warner Home Video (2010) (USA) (DVD)

## Distribution
- Mel Blanc (voix) : Bugs Bunny / le chien Smidgen
- Norman Nesbitt (voix)  : narrateur

## Animation
- Ken Harris
- Abe Levitow
- Richard Thompson
- Lloyd Vaughan
- Ben Washam

- Maurice Noble (préparation, layout)
- Philip DeGuard  (décors)

## À propos
Ce dessin animé est le premier à exploiter la vision en relief (3 D) dans des cartoons de la Warner Bros.  
Le bouclier WB est zoomé différemment au début du cartoon, et la phrase finale « That's all Folks! » ne se dessine pas petit à petit comme à l'habitude mais apparaît en fondu.